# Liz Sutherland
Liz Sutherland (eigentlich Elizabeth Ann Sutherland, geb. Toulalan; * 5. Januar 1947) ist eine ehemalige britische Sprinterin und Hürdenläuferin.
Bei den British Commonwealth Games 1970 in Edinburgh wurde sie Achte über 100 m und schied über 200 m im Halbfinale aus. Mit der schottischen Mannschaft wurde sie Vierte in der 4-mal-100-Meter-Staffel.
1978 erreichte sie bei den Leichtathletik-Europameisterschaften in Prag über 400 m Hürden das Halbfinale.
Über 400 m Hürden wurde sie 1977 Englische Meisterin und 1978 Britische Meisterin und über 60 m Hürden 1976 Englische Hallenmeisterin. Dreimal wurde sie Schottische Meisterin über 100 m Hürden (1967, 1968, 1975), zweimal über 400 m Hürden (1977, 1978) und je einmal über 200 m (1977) sowie im Fünfkampf (1967).

## Persönliche Bestzeiten
- 100 m: 11,66 s, 7. April 1976, Potchefstroom (handgestoppt: 11,4 s, 30. Juni 1973, Leipzig)
- 200 m: 24,14 s, 21. Juli 1970, Edinburgh
- 60 m Hürden (Halle): 8,3 s, 24. Januar 1976, Cosford
- 100 m Hürden: 13,85 s, 26. März 1976, Johannesburg (handgestoppt: 13,5 s, 29. März 1976, Kapstadt)
- 400 m Hürden: 57,43 s, 6. Juli 1978, Düsseldorf